# Гринстрит, Айвор
Айвор Кобина Гринстрит (англ. Ivor Greenstreet) — ганский политик, юрист, предприниматель, прозаик, издатель.

## Биография
Родился в семье профессоров Университета Ганы. Получил специальность юриста. Член Иннер-Тэмпл.
Начал заниматься активной политической деятельностью в 1990-х годах, вступив в левую социалистическую Народную партию конвента (НПК), в 1996 году был избран в качестве кандидата в депутаты парламента от НПК по одному из избирательных округов страны. После того как его партия объединилась с оппозиционной Новой патриотической партией (НПП) для формирования альянса, который участвовал в выборах в том году, А. Гринстрит снял свою кандидатуру.
Тем не менее, после распада альянса в 2004 году ему удалось баллотироваться в парламент Ганы по списку НПК в том же округе.
В 2007—2015 годах — Генеральный секретарь Народной партии конвента. В январе 2016 года вновь был переизбран на пост лидера партии.
После дорожно-транспортного происшествия в Аккре, прикован к инвалидной коляске. С 2007 по 2009 год работал в Совете по вопросам инвалидности.
В 2016 году участвовал во Всеобщих выборах на пост президента Ганы. Проиграл Нана Акуфо-Аддо от оппозиционной Новой патриотической партии, который стал президентом Ганы.
А. Гринстрит — первый человек с инвалидностью, который баллотировался на пост президента страны.
Женат на дочери бывшего бывшего вице-президента Коу Аркаа, имеет трёх детей: сына и две дочери.